# دولة غير ساحلية

دول غير ساحلية: 42 دولة
دول غير ساحلية مزدوجة الحبس: دولتين

الدولة غير الساحلية أو الدولة الحبيسة (بالإنجليزية: Landlocked country) هي دولة ذات سيادة محاطة باليابسة بالكامل، أو التي تقع سواحلها الوحيدة على البحار المغلقة. ويوجد حالياً 49 دولة غير ساحلية من بينها 5 دول معترف بها جزئياً. جميع هذه الدول تقع داخل أفرو-أوراسيا عدا دولتين هما بوليفيا وباراغواي وتقعا في أمريكا الجنوبية.
وكقاعدة عامة، فإن كون الدولة غير ساحلية يخلق هذا عائق سياسي واقتصادي لعدم إمكانية الوصول إلى المياه الدولية. لهذا السبب، لطالما سعت الدول الكبيرة والصغيرة على حد سواء عبر التاريخ إلى الوصول إلى المياه المفتوحة، حتى وإن كان ذلك على حساب الثروة أو سفك الدماء أو رأس المال السياسي.
يمكن التخفيف من حدة المساوئ الاقتصادية للدولة غير الساحلية أو تفاقمها تبعاً لدرجة التنمية والحواجز اللغوية والاعتبارات الأخرى. بعض الدول غير الساحلية كانت تاريخياً دول ثرية، مثل سويسرا ولوكسمبورغ والنمسا، وجميعها كانت في كثير من الأحيان توظف الحياد لمصلحتها السياسية.
غير أن أغلب الدول غير الساحلية اليوم تصنف على أنها دول نامية غير ساحلية (LLDC). حسب مؤشر التنمية البشرية (HDI) فإن 9 من أصل 12 دولة ذات مؤشر تنمية منخفض هي دول غير ساحلية.

## أشكال الدول غير الساحلية
قد يحد الدول غير الساحلية دولة واحدة لديها إمكانية الوصول إلى أعالي البحار أو دولتين أو أكثر، أو أن تكون الدول غير الساحلية محاطة بدول غير ساحلية أخرى (مما يجعل منها دولة غير ساحلية مزدوجة الحبس).

### دول غير ساحلية محاطة بدولة
هناك ثلاثة دول غير ساحلية محاطة بدولة واحدة، وهي:
- ليسوتو، وهي دولة محاطة بجنوب أفريقيا.
- سان مارينو، وهي دولة محاطة بإيطاليا.
- الفاتيكان، وهي دولة تشكل جزءًا من روما، وبالتالي محاطة بإيطاليا.

### دول غير ساحلية محاطة بدولتين
هناك سبعة دول غير ساحلية محاطة بدولتين، وهي:
- أندورا (بين فرنسا وإسبانيا)
- بوتان (بين الهند والصين)
- ليختنشتاين (هي إحدى الدول غير الساحلية مزدوجة الحبس، وهي محاطة بسويسرا والنمسا)
- مولدوفا (بين أوكرانيا ورومانيا)
- منغوليا (بين روسيا والصين)
- نيبال (بين الهند والصين)
- إسواتيني (بين جنوب أفريقيا وموزمبيق)

يمكن إضافة ثلاثة دول أخرى إلى هذه المجموعة إلا أنها بحكم الواقع ذات اعتراف دولي محدود أو ليس لها اعتراف دولي، وهي:
- أوسيتيا الجنوبية (بين روسيا وجورجيا)
- ترانسنيستريا (بين أوكرانيا ومولدوفا)
- الضفة الغربية (بين إسرائيل والأردن) بصرف النظر عن قطاع غزة.

### دول غير ساحلية مزدوجة الحبس
الدولة غير الساحلية مزدوجة الحبس هي الدولة غير الساحلية المحاطة بدولة غير ساحلية أخرى (حيث تتطلب عبور حدود دولتين على الأقل للوصول إلى خط ساحلي). لا يوجد حاليًا إلا اثنتان من هذه الدول، وهما:
- ليختنشتاين في أوروبا الوسطى، محاطة بسويسرا والنمسا.[5]
- أوزبكستان في آسيا الوسطى، محاطة بأفغانستان، وكازاخستان، وقيرغيزستان، وطاجيكستان، وتركمانستان.[6]

لم يكن هناك أي دول غير ساحلية مزدوجة الحبس منذ توحيد ألمانيا في عام 1871 وحتى نهاية الحرب العالمية الأولى. حيث كانت ليختنشتاين تحد الإمبراطورية النمساوية المجرية والتي كان لها ساحلًا على البحر الأدرياتيكي. وكانت أوزبكستان جزءًا من الإمبراطورية الروسية التي تمتعت بإمكانية الوصول إلى المحيطات والبحار على حد سواء.
بعد تفكك الإمبراطورية النمساوية المجرية في عام 1918 واستقلال النمسا غير الساحلية أصبحت ليختنشتاين الدولة غير الساحلية الوحيدة مزدوجة الحبس حتى عام 1938. حيث تم بعدها ضم النمسا إلى الرايخ الثالث، الذي يملك ساحلا على بحر البلطيق وبحر الشمال. بعد الحرب العالمية الثانية، استعادت النمسا استقلالها وأصبحت ليختنشتاين مرة أخرى دولة غير ساحلية مزدوجة الحبس.
بعد انهيار الإمبراطورية الروسية في عام 1917 وإنشاء الاتحاد السوفيتي ضُمت أوزبكستان له، وبعد تفككه في عام 1991 اكتسبت استقلالها، وأصبحت دولة غير ساحلية مزدوجة الحبس.
غير أن أوزبكستان دولة غير ساحلية مزدوجة الحبس إلا أن هذا الأمر يعتمد على النزاع القائم حول حالة بحر قزوين؛ حيث بعض الدول مثل إيران وتركمانستان على وجه التحديد، تطالبا بأن يكون بحر قزوين بحرًا حقيقيًا (والسبب الرئيسي من وراء ذلك أنه بهذه الطريقة سيكون لديهما حقولًا أكبر من النفط والغاز) الأمر الذي سيجعل من أوزبكستان دولة غير ساحلية فقط لأن جارتيها تركمانستان وكازاخستان سيصبح لديهما إمكانية الوصول إلى بحر قزوين.

## قائمة الدول غير الساحلية
| الدولة                     | المساحة (كم2) | السكان      | المكان           | الدول المجاورة                                                                            | عدد الدول المجاورة |
| -------------------------- | ------------- | ----------- | ---------------- | ----------------------------------------------------------------------------------------- | ------------------ |
| أفغانستان                  | 652,230       | 33,369,945  | آسيا الوسطى      | إيران، تركمانستان، أوزبكستان، طاجيكستان، الصين، باكستان، الهند                            | 6                  |
| أندورا                     | 468           | 84,082      | أوروبا الجنوبية  | فرنسا، إسبانيا                                                                            | 2                  |
| أرمينيا[هـ]                | 29,743        | 3,254,300   | القوقاز          | إيران، تركيا، جورجيا، أذربيجان                                                            | 4                  |
| النمسا                     | 83,871        | 8,572,895   | أوروبا الوسطى    | ألمانيا، جمهورية التشيك، سلوفاكيا، المجر، سلوفينيا، إيطاليا، ليختنشتاين، سويسرا           | 8                  |
| أذربيجان[أ][هـ]            | 86,600        | 8,997,401   | القوقاز          | روسيا، جورجيا، أرمينيا، إيران                                                             | 4                  |
| بيلاروس                    | 207,600       | 9,484,300   | أوروبا الشرقية   | بولندا، ليتوانيا، روسيا، أوكرانيا، لاتفيا                                                 | 5                  |
| بوتان                      | 38,394        | 691,141     | جنوب آسيا        | الهند، الصين                                                                              | 2                  |
| بوليفيا                    | 1,098,581     | 10,907,778  | أمريكا الجنوبية  | بيرو، البرازيل، شيلي، الأرجنتين، باراغواي                                                 | 5                  |
| بوتسوانا                   | 582,000       | 1,990,876   | أفريقيا الجنوبية | ناميبيا، زامبيا، زمبابوي، جنوب أفريقيا                                                    | 4                  |
| بوركينا فاسو               | 274,222       | 15,746,232  | غرب أفريقيا      | مالي، النيجر، بنن، توغو، غانا، ساحل العاج                                                 | 6                  |
| بوروندي                    | 27,834        | 8,988,091   | شرق أفريقيا      | رواندا، تنزانيا، جمهورية الكونغو الديمقراطية                                              | 3                  |
| جمهورية إفريقيا الوسطى     | 622,984       | 4,422,000   | وسط أفريقيا      | تشاد، الكاميرون، الكونغو، جمهورية الكونغو الديمقراطية، السودان، جنوب السودان              | 6                  |
| تشاد                       | 1,284,000     | 10,329,208  | وسط أفريقيا      | ليبيا، النيجر، السودان، جمهورية أفريقيا الوسطى، نيجيريا، الكاميرون                        | 6                  |
| جمهورية التشيك             | 78,867        | 10,674,947  | أوروبا الوسطى    | النمسا، ألمانيا، بولندا، سلوفاكيا                                                         | 4                  |
| إثيوبيا                    | 1,104,300     | 101,853,268 | شرق أفريقيا      | جيبوتي، إريتريا، كينيا، الصومال، جنوب السودان، السودان                                    | 6                  |
| المجر                      | 93,028        | 10,005,000  | أوروبا الوسطى    | النمسا، كرواتيا، رومانيا، صربيا، سلوفاكيا، سلوفينيا، أوكرانيا                             | 7                  |
| كازاخستان[أ]               | 2,724,900     | 16,372,000  | أوروبا الشرقية   | الصين، قيرغيزستان، روسيا، تركمانستان، أوزبكستان                                           | 5                  |
| كوسوفو[ج]                  | 10,908        | 1,804,838   | البلقان          | ألبانيا، مقدونيا، الجبل الأسود، صربيا                                                     | 4                  |
| قرغيزستان                  | 199,951       | 5,482,000   | آسيا الوسطى      | الصين، كازاخستان، طاجيكستان، أوزبكستان                                                    | 4                  |
| لاوس                       | 236,800       | 6,320,000   | جنوب شرق آسيا    | ميانمار، الصين، فيتنام، كمبوديا، تايلند                                                   | 5                  |
| ليسوتو[د]                  | 30,355        | 2,067,000   | أفريقيا الجنوبية | جنوب أفريقيا                                                                              | 1                  |
| ليختنشتاين                 | 160           | 35,789      | أوروبا الوسطى    | سويسرا، النمسا                                                                            | 2                  |
| لوكسمبورغ                  | 2,586         | 502,202     | أوروبا الغربية   | بلجيكا، ألمانيا، فرنسا                                                                    | 3                  |
| مقدونيا                    | 25,713        | 2,114,550   | البلقان          | كوسوفو، صربيا، بلغاريا، اليونان، ألبانيا                                                  | 5                  |
| مالاوي                     | 118,484       | 15,028,757  | أفريقيا الجنوبية | زامبيا، تنزانيا، موزمبيق                                                                  | 3                  |
| مالي                       | 1,240,192     | 14,517,176  | غرب أفريقيا      | الجزائر، النيجر، بوركينا فاسو، ساحل العاج، غينيا، السنغال، موريتانيا                      | 7                  |
| مولدوفا                    | 33,846        | 3,559,500   | أوروبا الشرقية   | رومانيا، أوكرانيا                                                                         | 2                  |
| منغوليا                    | 1,566,500     | 2,892,876   | شرق آسيا         | الصين، روسيا                                                                              | 2                  |
| جمهورية مرتفعات قرة باغ[ج] | 11,458        | 146,600     | القوقاز          | أرمينيا، أذربيجان، إيران                                                                  | 3                  |
| نيبال                      | 147,181       | 26,494,504  | جنوب آسيا        | الصين، الهند                                                                              | 2                  |
| النيجر                     | 1,267,000     | 15,306,252  | غرب أفريقيا      | ليبيا، تشاد، نيجيريا، بنين، بوركينا فاسو، مالي، الجزائر                                   | 7                  |
| باراغواي                   | 406,752       | 6,349,000   | أمريكا الجنوبية  | الأرجنتين، البرازيل، بوليفيا                                                              | 3                  |
| رواندا                     | 26,338        | 10,746,311  | شرق أفريقيا      | أوغندا، تنزانيا، بوروندي، جمهورية الكونغو الديمقراطية                                     | 4                  |
| سان مارينو[د]              | 61            | 31,716      | أوروبا الجنوبية  | إيطاليا                                                                                   | 1                  |
| صربيا                      | 88,361        | 7,306,677   | البلقان          | المجر، رومانيا، بلغاريا، مقدونيا، كرواتيا، البوسنة والهرسك، الجبل الأسود، ألبانيا         | 8                  |
| سلوفاكيا                   | 49,035        | 5,429,763   | أوروبا الوسطى    | النمسا، جمهورية التشيك، بولندا، أوكرانيا، المجر                                           | 5                  |
| أوسيتيا الجنوبية[ج]        | 3,900         | 72,000      | القوقاز          | جورجيا، روسيا                                                                             | 2                  |
| جنوب السودان               | 619,745       | 8,260,490   | شمال أفريقيا     | السودان، إثيوبيا، كينيا، أوغندا، جمهورية الكونغو الديمقراطية، جمهورية أفريقيا الوسطى      | 6                  |
| إي سواتيني                 | 17,364        | 1,185,000   | أفريقيا الجنوبية | موزمبيق، جنوب أفريقيا                                                                     | 2                  |
| سويسرا                     | 41,284        | 7,785,600   | أوروبا الغربية   | فرنسا، ألمانيا، ليختنشتاين، النمسا، إيطاليا                                               | 5                  |
| طاجيكستان                  | 143,100       | 7,349,145   | آسيا الوسطى      | أفغانستان، أوزبكستان، قيرغيزستان، الصين                                                   | 4                  |
| ترانسنيستريا[ج]            | 4,163         | 505,153     | أوروبا الشرقية   | مولدوفا، أوكرانيا                                                                         | 2                  |
| تركمانستان[أ]              | 488,100       | 5,110,000   | آسيا الوسطى      | كازاخستان، أوزبكستان، أفغانستان، إيران                                                    | 4                  |
| أوغندا                     | 241,038       | 40,322,768  | شرق أفريقيا      | كينيا، جنوب السودان، جمهورية الكونغو الديمقراطية، رواندا، تنزانيا                         | 5                  |
| أوزبكستان                  | 449,100       | 32,606,007  | آسيا الوسطى      | كازاخستان، طاجيكستان، قيرغيزستان، أفغانستان، تركمانستان                                   | 5                  |
| الفاتيكان[د]               | 0.44          | 826         | أوروبا الجنوبية  | إيطاليا                                                                                   | 1                  |
| الضفة الغربية[ب][ج]        | 5,655         | 2,862,485   | الشرق الأوسط     | إسرائيل، الأردن                                                                           | 2                  |
| زامبيا                     | 752,612       | 12,935,000  | وسط أفريقيا      | جمهورية الكونغو الديمقراطية، تنزانيا، ملاوي، موزمبيق، زيمبابوي، بوتسوانا، ناميبيا، أنغولا | 8                  |
| زيمبابوي                   | 390,757       | 12,521,000  | أفريقيا الجنوبية | جنوب أفريقيا، بوتسوانا، زامبيا، موزمبيق                                                   | 4                  |
| مجموع                      | 14,776,228    | 475,818,737 |                  |                                                                                           |                    |
| النسبة في العالم           | 11.4%         | 6.9%        |                  |                                                                                           |                    |

أ  لديها ساحل على بحر قزوين
ب  لديها ساحل على البحر الميت
ج  متنازع عليها وذات اعتراف دولي محدود
د  تحيطها دولة واحدة فقط
هـ  غير معترف بها جزئيًا
ويمكن تجميعها في مجموعات على النحو التالي:
- آسيا الوسطى (5): أفغانستان، قيرغيزستان، طاجيكستان، تركمانستان، أوزبكستان
- غرب ووسط وشرق وجنوب أوروبا (10): النمسا، جمهورية التشيك، المجر، كازاخستان، كوسوفو (معترف بها جزئيًا)، ليختنشتاين، مقدونيا الشمالية، صربيا، سلوفاكيا، سويسرا
- غرب ووسط وشرق أفريقيا (10): بوركينا فاسو، بوروندي، جمهورية أفريقيا الوسطى، تشاد، إثيوبيا، مالي، النيجر، رواندا، جنوب السودان، أوغندا
- جنوب أفريقيا (4): بوتسوانا، ملاوي، زامبيا، زيمبابوي
- القوقاز (3): أرمينيا، أذربيجان، جمهورية مرتفعات قرة باغ (غير معترف بها)
- أمريكا الجنوبية (2): بوليفيا، باراغواي

وهناك بلدان غير ساحلية «وحيدة» (أي لا تملك حدودا مع دول غير ساحلية أخرى) هي:
- أفريقيا (2): ليسوتو، سوازيلند
- آسيا (5): بوتان، لاوس، منغوليا، نيبال، الضفة الغربية (معترف بها جزئيًا)
- أوروبا (6): أندورا، روسيا البيضاء، لوكسمبورغ، مولدوفا (إذا تم استبعاد ترانسنيستريا)، سان مارينو، دولة الفاتيكان
- القوقاز (1): أوسيتيا الجنوبية (معترف بها جزئيًا)

إذا تم اعتبار الدول الواقعة في منطقة القوقاز وكازاخستان جزءًا من أوروبا، فستكون أوروبا القارة الأكبر من حيث عدد الدول غير الساحلية بواقع عشرين دولة. وإذا كانت هذه الدول العابرة للقارات جزءًا من آسيا، فستضم أفريقيا العدد الأكبر من الدول غير الساحلية بواقع ستة عشر دولة. اعتمادًا على حالة الدول الثلاث العابرة للقارات، فإن آسيا تضم من تسع إلى خمسة عشر دولة غير ساحلية، في حين تضم أمريكا الجنوبية دولتين فقط. أمريكا الشمالية وأستراليا هما القارتان الوحيدتان اللتان لا تضمان أي دول غير ساحلية (علمًا أن القارة القطبية الجنوبية لا تحتسب لأنها لا تضم أية دول).